# Sculptor-Zwerggalaxie
Die Sculptor-Zwerggalaxie (auch elliptische Sculptor-Zwerggalaxie oder spheroidale Sculptor-Zwerggalaxie) ist eine Zwerggalaxie frühen morphologischen Typs. Sie ist ein Trabant der Milchstraße und liegt im Sternbild des Bildhauers (lateinisch Sculptor).
Sie wurde 1937 von Harlow Shapley entdeckt.
Die Galaxie liegt in etwa in einer Entfernung von 280.000 Lichtjahren von unserem Sonnensystem.
Die Sculptor-Zwerggalaxie enthält lediglich 4 Prozent des Kohlenstoffs oder anderer schwerer Elemente im Vergleich zur Milchstraße. Dies macht sie vergleichbar mit den ursprünglichsten der uns im Universum bekannten Galaxien.
Nicht zu verwechseln ist die Sculptor-Zwerggalaxie mit der irregulären Sculptor-Zwerggalaxie – PGC 621 – in der Sculptor-Gruppe.

## Eigenschaften
Im Jahr 1999 fand die Forschergruppe Majewski et al. innerhalb der Sculptor-Zwerggalaxie eine Aufspaltung in zwei unterschiedliche Sternpopulationen bezüglich ihrer Metallizität.
Die eine mit einem Verhältnis [Fe/H] = −2.3 die andere mit [Fe/H] = −1.5. Vergleichbar mit vielen der anderen Zwerggalaxien der Lokalen Gruppe, zeigte sich auch hier eine stärkere Konzentration zum Zentrum der Galaxie der jüngeren metallreicheren Population gegenüber der älteren metallärmeren Population.

## Weiteres
- Liste der Satellitengalaxien der Milchstraße
- Liste der Galaxien der Lokalen Gruppe